# 양유준
양유준(梁洧準, 2004년 8월 17일 ~ )은 대한민국의 바둑 기사이다.

## 약력
제주 출신으로 양천대일 바둑도장에서 바둑을 배웠다. 지도 사범은 이용수와 이호범 등이다. 2019년 한국기원 연구생 소속으로 제36회 세계청소년바둑대회 시니어부에 출전하여 리하오퉁을 상대로 승리하여 우승을 차지했고 같은해 12월 제13회 영재입단대회틀 통해 프로바둑에 입단했다. 2021년에 2단으로 승단했다.